# Breyton Paulse
Breyton Jonathan Paulse (Koue Bokkeveld, 25 aprile 1976) è un ex rugbista a 15 sudafricano.

## Biografia
Giocatore coloured dell'allora Provincia del Capo, Paulse proviene da una famiglia di agricoltori; si mise in luce negli anni della fine dell'apartheid in Sudafrica, e fu subito notato da un osservatore e inviato all'università di Stellenbosch.
Esordì a livello provinciale in Currie Cup nel Western Province nel 1996 e, due anni più tardi, negli Stormers in Super 12; nel 1999 giunse il debutto negli Springbok in un test match vinto 74-3 contro l'Italia.
In quello stesso anno prese parte alla Coppa del Mondo di rugby 2003 nel Regno Unito, al termine della quale il Sudafrica si classificò terzo; dal 2000 divenne titolare fisso e fu sempre presente in campo sia per gli Stormers che per la Nazionale; infortunatosi a un ginocchio nel 2002, tornò in tempo per il Tri Nations e l'anno successivo fece parte della spedizione in Australia alla Coppa del Mondo di rugby 2003, da cui il Sudafrica uscì ai quarti di finale.
Nel 2005-06 fu in Francia al Clermont per una stagione, poi tornò agli Stormers.
Presente in Nazionale fino al giugno 2007, non fu poi chiamato per la successiva Coppa del Mondo in Francia, e la sua carriera internazionale terminò dopo 64 incontri e 26 mete, quarto miglior realizzatore assoluto degli Springbok dopo Bryan Habana, Joost van der Westhuizen e Jaque Fourie.
Vanta anche due inviti nei Barbarians tra il 2001 e il 2004.
Dopo il ritiro si è dedicato all'attività di commentatore sportivo.